# 晴々!/青のなかで
「晴々!/青のなかで」（はればれ!/あおのなかで）は、いきものがかりの36作目のシングル。「晴々!」と「青のなかで」の両A面シングル。エピックレコードジャパン（≒ソニー・ミュージックレーベルズ）からCDシングルで2024年7月17日に発売された。

## 概要
前作より約2ヶ月ぶりのCDシングル。
「晴々!」はテレビ東京系ほかテレビアニメ『天穂のサクナヒメ』オープニングテーマ。2024年3月28日にデジタル配信された「青のなかで」はアサヒ飲料『三ツ矢サイダー』テーマソング。アディショナルトラックとして収録の「Challenger」はテレビ朝日系『（ANN）スーパーJチャンネル』テーマソング。ミュージックビデオのイラストは金安亮、アニメーションは松浦泰仁が担当した。
「晴々!」は同年7月6日より先行配信された。
販売形態は、CD+Blu-rayのスリーブケース仕様の初回生産限定盤、及び、TVアニメ「天穂のサクナヒメ」描きおろしジャケット仕様の期間生産限定盤（アニメ盤）、CDのみの通常盤の計三形態となっている。

## プロモーション
弾き語りフリーライブツアー「いきものがかり 路上ライブ〜あなたの街でお会いしまSHOW!!〜」イオンモール各会場限定で本作のCDを購入するとスペシャルステッカーをプレゼントするキャンペーンが行われている。

## 収録曲

### CD
| #         | タイトル                     | 作詞      | 作曲      | 編曲         | 時間  |
| --------- | ---------------------------- | --------- | --------- | ------------ | ----- |
| 1.        | 「晴々!」                    | 水野良樹  | 水野良樹  | 江口亮       | 3:59  |
| 2.        | 「青のなかで」               | 水野良樹  | 水野良樹  | 松本ジュン   | 3:47  |
| 3.        | 「Challenger」               | 水野良樹  | 水野良樹  | 田中ユウスケ | 4:42  |
| 4.        | 「晴々!」(instrumental)      |           | 水野良樹  | 江口亮       | 3:59  |
| 5.        | 「青のなかで」(instrumental) |           | 水野良樹  | 松本ジュン   | 3:47  |
| 6.        | 「Challenger」(instrumental) |           | 水野良樹  | 田中ユウスケ | 4:41  |
| 合計時間: | 合計時間:                    | 合計時間: | 合計時間: | 合計時間:    | 24:55 |

### Blu-ray
| #  | タイトル                                      | 作詞 | 作曲・編曲 |
| -- | --------------------------------------------- | ---- | ---------- |
| 1. | 「晴々!」(Music Video)                        |      |            |
| 2. | 「晴々!」(Music Video Behind The Scenes)      |      |            |
| 3. | 「青のなかで」(Music Video)                   |      |            |
| 4. | 「青のなかで」(Music Video Behind The Scenes) |      |            |

| #  | タイトル                                                       | 作詞 | 作曲・編曲 |
| -- | -------------------------------------------------------------- | ---- | ---------- |
| 1. | 「TVアニメ『天穂のサクナヒメ』ノンクレジットオープニング映像」 |      |            |

## 参加ミュージシャン
- いきものがかり
  - 吉岡聖恵：ボーカル
  - 水野良樹：ギター